# Bousseviller
Bousseviller là một xã trong vùng Grand Est, thuộc tỉnh Moselle, quận Sarreguemines, tổng Volmunster. Tọa độ địa lý của xã là 49° 07' vĩ độ bắc, 07° 27' kinh độ đông. Bousseviller nằm trên độ cao trung bình là 150 mét trên mực nước biển, có điểm thấp nhất là 257 mét và điểm cao nhất là 384 mét. Xã có diện tích 4,01 km², dân số vào thời điểm 1999 là 150 người; mật độ dân số là 37 người/km².

## Thông tin nhân khẩu
| 1817 | 1962 | 1968 | 1975 | 1982 | 1990 | 1999 |
| ---- | ---- | ---- | ---- | ---- | ---- | ---- |
| 209  | 151  | 166  | 178  | 154  | 145  | 150  |